# Sanctuaire Notre-Dame-des-Remèdes de Lamego
Le sanctuaire Notre-Dame-des-Remèdes de Lamego (en portugais : santuário de Nossa Senhora dos Remédios) est une église située au sommet du Monte de Santo Estevão, dans la freguesia de Sé de la municipalité de Lamego, au Portugal.
Il est, avec le sanctuaire Bon-Jésus-du-Mont de Braga, l'une des églises de pèlerinage baroques les plus importantes du pays.
Depuis 1984, le sanctuaire Notre-Dame-des-Remèdes, y compris l'escalier et le parc, est classé Immeuble d'intérêt public du Portugal.

## Histoire
La dévotion populaire du lieu remonte à une chapelle, sous l'invocation de saint Étienne, érigée en 1361.
Au XVIe siècle, le bâtiment est en très mauvais état et est démoli en 1568, ce qui permet de commencer la construction d'un nouveau temple, à l'initiative de l'évêque de Lamego, Manuel de Noronha,.
Au fil du temps, la dévotion à saint Étienne a diminué, remplacée au XVIIIe siècle par une dévotion à la Vierge à l'Enfant, dont l'icône avait été rapportée de Rome. La dévotion de ceux qui se tournaient vers elle pour obtenir un soulagement des maladies a donné naissance, à son tour, à la dévotion à Notre-Dame des Remèdes, ce qui a amené la construction d'une église, qui s'est faite en trois longues phases, :
1. Construction du temple (1750-1778) ;
2. Construction de l'escalier (1778-1868) ;
3. Reconstitution de l'ancienne et nouvelle sacristie, pour la construction des clochers-tours et pour l'élévation du fronton (1868-1905).

Les plans originaux sont attribués à Niccoló Nasoni, mais la paternité ne fait pas consensus ; André Soares et José Figueiredo Seixas (pt) sont également mentionnés,. 
Ses festivités traditionnelles ont lieu chaque année du 6 au 8 septembre.

## Caractéristiques

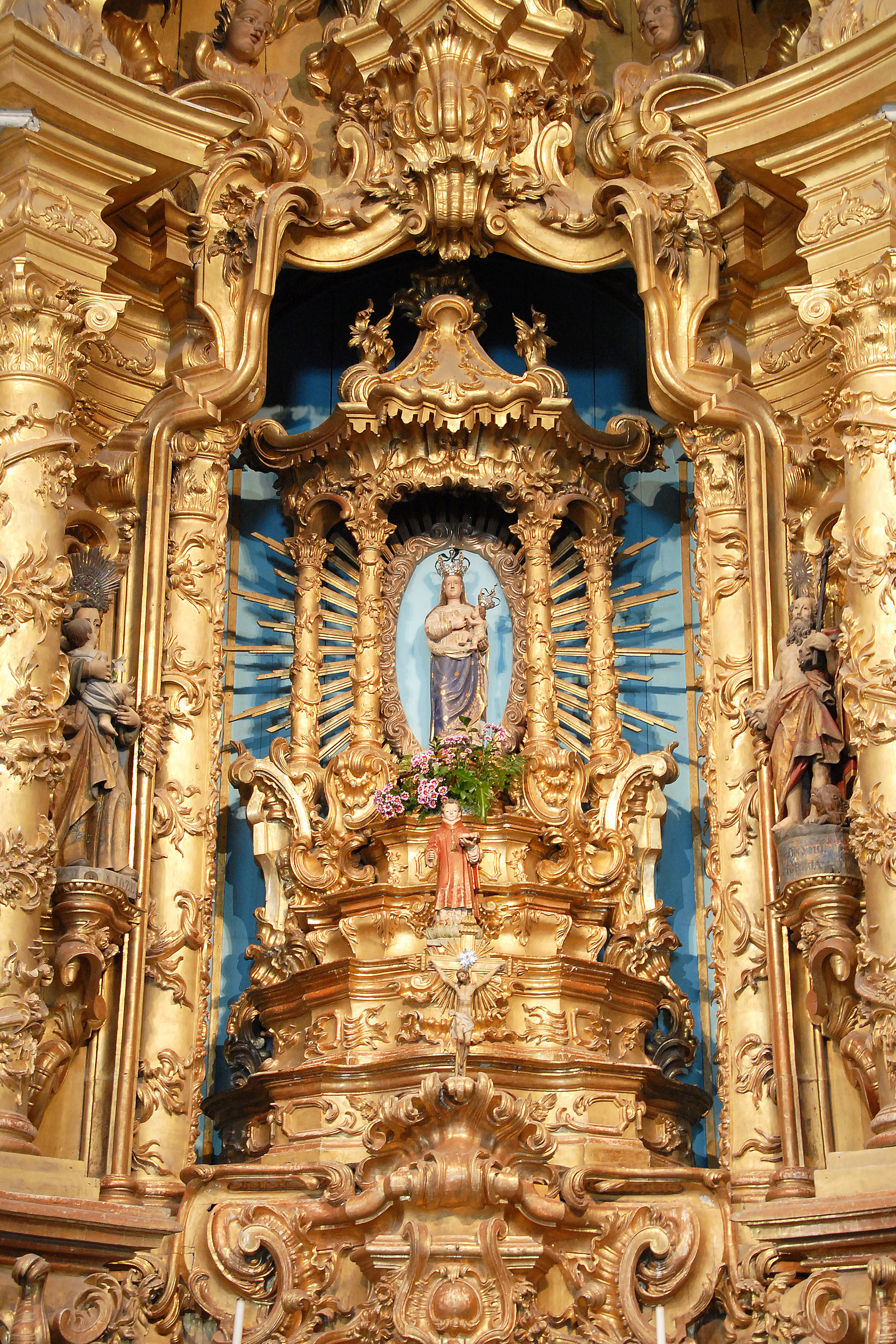
Autel de l'église Notre-Dame-des-Remèdes.

Le temple présente, dans sa façade, des traces du style baroque et rococo (« rocaille »). La façade est flanquée de clochers-tours. La pierre de granit a été utilisée pour sa construction.
À l'intérieur, on remarque le maître-autel avec l'image de Notre-Dame des Remèdes (pt) sculptée en bois, et trois vitraux avec les images de l'Immaculée Conception, de Notre-Dame du Sacré-Cœur et de l'Annonciation.
Les deux autels latéraux sont dédiés aux parents de la vierge (saint Joaquim et sainte Anne). Sur l'un des murs du sanctuaire se trouvent des azulejos représentant des scènes de la vie de la Vierge.
À l'extérieur, l'escalier monumental menant au sanctuaire, avec 686 marches, se développe en neuf paliers, décorées de chapelles, de statues, de fontaines et d'obélisques. Sur l'un de ces niveaux — la « cour des rois » — se dressent les images de dix-huit rois d'Israël, appartenant à l'arbre de Jessé. À la base de l'escalier se trouvent quatre figures faisant allusion aux quatre saisons de l'année.

## Arbre d'intérêt public

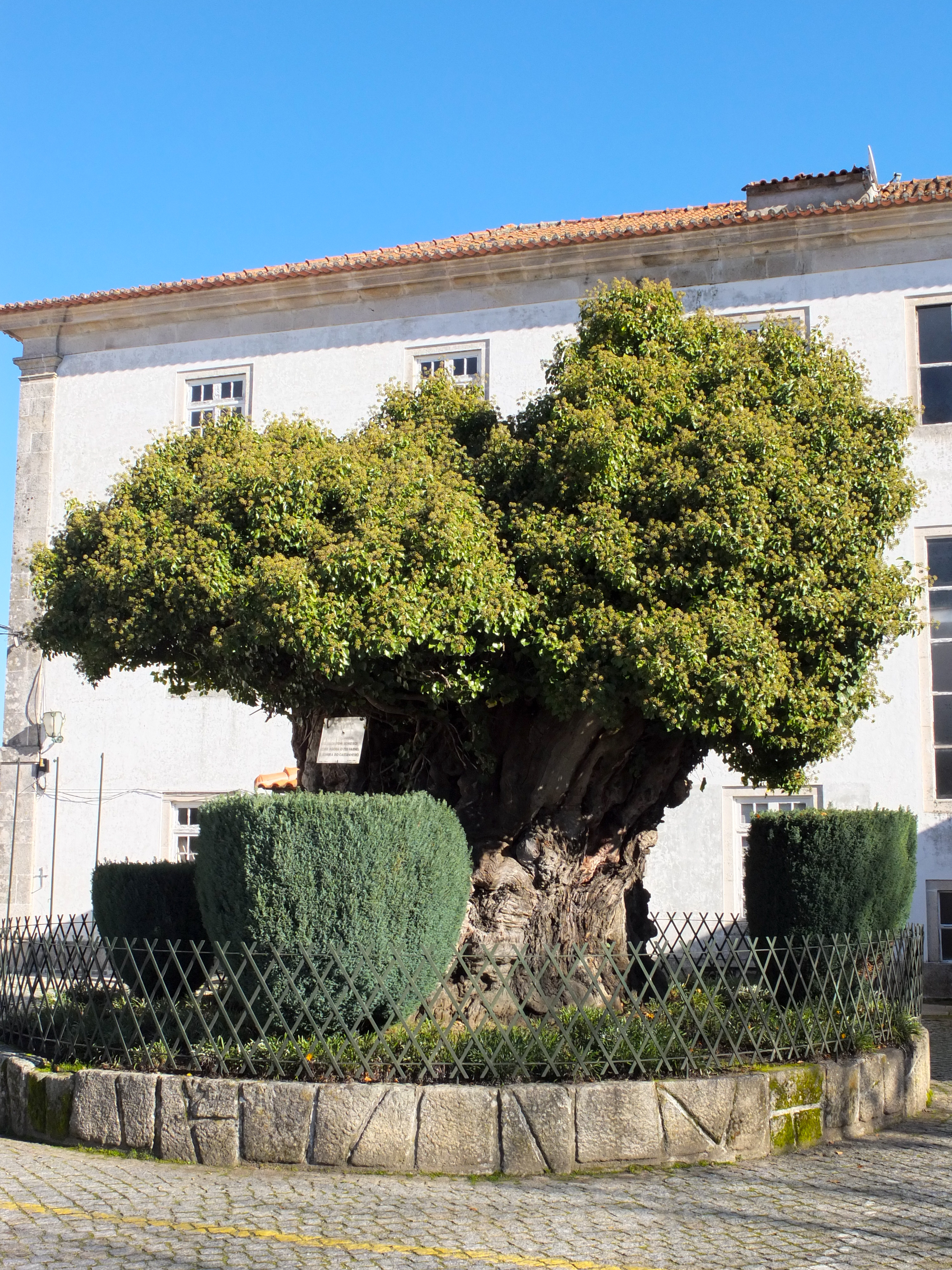
Le châtaigner classé « arbre d'intérêt public » (2017).

Depuis 1940, un châtaignier (Castanea sativa) situé près du sanctuaire est classé « arbre d'intérêt public ». Selon l'Institut pour la conservation de la nature et des forêts (pt), l'arbre de plus de 700 ans est déjà sec et a été embelli par du lierre.